# João Bernardo
João Bernardo Maia Viegas Soares (Porto, 1946), mais conhecido pelo prenome João Bernardo com que assina sua obra escrita, é um militante político e  ensaísta português . Tem se dedicado à pesquisa em torno da crítica ao capitalismo, tais como o fascismo e seus desenvolvimentos contemporâneos; da formação do capitalismo a partir do desenvolvimento do regime senhorial da Idade Média; do sindicalismo; da teoria e da prática da administração; da teoria do Estado; da exploração do trabalho e dos métodos de organização do trabalho; e da história do movimento operário.
João Bernardo se filia, desde que se afastou do estalinismo maoísta, por volta de 1973, a uma tradição do pensamento marxista que tem suas origens no comunismo de conselhos representado por Karl Korsch, Anton Pannekoek, Herman Gorter, entre outros, no início do século XX. Ele apresenta uma visão crítica do capitalismo em várias obras, bem como do sistema soviético, qualificado por ele como capitalismo de estado. Uma de suas teses é a teoria da classe dos gestores, que seria, no campo da teoria social marxista, uma outra classe social além da burguesia e do proletariado.

## Juventude e militância no Partido Comunista Português (1964-1966)
De 1964 a 1966 foi militante do Partido Comunista Português (PCP), atuando especialmente no movimento estudantil.
Em 1º de abril de 1965, quando estudante do primeiro ano de História da Universidade de Lisboa, envolveu-se em uma discussão com o reitor da Universidade, Paulo Cunha, e acabou sendo acusado de agredi-lo – quando na verdade luta corporal houve com dois funcionários que impediram a aproximação de João Bernardo ao Reitor. No final do ano letivo de 1964-1965 foi feito um processo administrativo contra cerca de duzentos estudantes, incluindo João Bernardo, que recebeu sanção mais grave: oito anos de expulsão de todas as universidades portuguesas. Enquanto decorria esse processo administrativo, João Bernardo roubou um dos quatro volumes do processo do interior do gabinete do juiz, no Tribunal da Relação de Lisboa, o que resultou em sua prisão pela Polícia Judiciária e em sua condenação em 1966, em Tribunal Criminal, a alguns anos de prisão, com pena suspensa.

## Clandestinidade, prisão, exílio e militância maoísta (1966-1974)
Depois da condenação, João Bernardo seguiu militando com João Crisóstomo, Alexandre Alhinho de Oliveira e Manuel Castilho junto ao Secretariado Coordenador da Informação e Propaganda (SCIP), estrutura de cúpula paralegal no movimento estudantil lisboeta. Já então, havia saído do PCP e criado, com Alexandre Alhinho de Oliveira e Alexandre Gaspar, o Comitê de Propaganda Revolucionária (CPR), pequena organização que mantinha relações tênues com o Comitê Marxista-Leninista Português (CMLP), de orientação maoísta, sob influência do programa elaborado por Francisco Martins Rodrigues. No final de 1967 João Bernardo entrou na clandestinidade e, depois da prisão de Alexandre Alhinho de Oliveira, emigrou rumo a Paris, onde permaneceu de 1968 a 1974.
Em 1969 entrou em divergência com a direcção do CMLP, nomeadamente com Heduíno Gomes ("Eduíno Vilar"), e redigiu as "Cartas de Tiago", documentos nos quais defendia os seus pontos de vista. As "Cartas" foram a base programática do grupo que fundou em 1970, os Comités Comunistas Revolucionários Marxistas-Leninistas (CCRm-l), responsáveis pela publicação do periódico Viva o Comunismo! e que conseguiu alguma implantação no interior do país a partir de 1970, nomeadamente na Universidade Técnica de Lisboa (Económicas, Medicina, Letras e Instituto Comercial), em algumas fábricas da região de Lisboa e na Companhia Carris de Ferro de Lisboa, onde conseguiram organizar greve em 1973. Os CCRm-l foram quase destruídos pela polícia política em 1972-1973, mas a organização conseguiu sobreviver.

## Marxismo heterodoxo e jornalCombate(1974-1978)
A derrota da Revolução Cultural chinesa e a aproximação entre os governos da China e dos Estados Unidos haviam dado lugar a polêmicas nos CCR e à formação de uma tendência -- à qual se filiava João Bernardo -- que passara rapidamente da crítica ao maoísmo à crítica ao próprio leninismo, e que começara a defender uma orientação de carácter marxista libertário.
Em 1974, João Bernardo foi expulso dos CCRm-l que ajudara a criar, sob acusações de trotskismo e de ligações a "grupos denunciados pelos 'camaradas Chineses' como agências directas da CIA" (nomeadamente o Progressive Labour Party estadunidense). Entretanto evoluíra para as posições que professa actualmente. Enquanto os CCRm-l, reassumindo a orientação estalinista-maoísta original, se uniram ao Comité de Apoio à Reconstrução do Partido Marxista-Leninista (CARP ML) e à Unidade Revolucionária Marxista Leninista (URML) para dar origem à UDP, João Bernardo e dois outros antigos militantes do CCRm-l (Rita Delgado e João Crisóstomo) fundaram o Jornal Combate., publicado de 1974 até 1978, de tendência libertária e que esteve muito ligado às ocupações de empresas e às comissões de trabalhadores.}

## Do fim da experiência autogestionária portuguesa em diante (1978-...)
Com o fracasso da experiência política radical do concelhismo na revolução portuguesa (1974–1978), João Bernardo prosseguiu sua carreira de intelectual autodidata em Portugal, França, Inglaterra, Itália e nos Estados Unidos. Decidiu-se a vir para o Brasil em 1984, estimulado pelo professor Maurício Tragtenberg. Apesar de não ter qualquer título acadêmico formal até seu doutoramento, João Bernardo tem sido constantemente convidado a participar em atividades acadêmicas em universidades brasileiras e a ministrar cursos livres em sindicatos, especialmente naqueles filiados à CUT.
Além de ter integrado brevemente a equipe do jornal português Mudar de Vida entre 2007 e 2008, foi um dos fundadores do site luso-brasileiro Passa Palavra em fevereiro de 2009.

## Contribuições

### História daIdade Média
João Bernardo realizou uma pesquisa de cerca de vinte anos em torno de temas da Idade Média, cujo principal resultado é a obra Poder e Dinheiro: do Poder Pessoal ao Estado Impessoal no Regime Senhorial, Séculos V-XV, qualificada pelo historiador medievalista francês Jacques Le Goff numa de suas últimas obras como "monumental".
Para o escritor estadunidense Loren Goldner, Poder e Dinheiro tem colocado "um sério desafio para a interpretação convencional (inclusive a marxista ortodoxa) destes séculos [V a XV]", pois
...estas interpretações todas convergem em torno da tese segundo a qual a crise do regime senhorial de meados do século XIV (mais dramaticamente, é claro, durante a Peste Negra de 1348-1349) resultou da exaustão da terra virgem disponível para cultivo, seguindo-se a quase um milênio em que a dinâmica central do sistema tinha sido precisamente a ocupação e cultivo de tais terras, num processo que, de fato, foi virtualmente paralisado por volta do século XIV. Dentro desta dinâmica, as interpretações convencionais citam fatores demográficos, agrários e tecnológicos, e no que diz respeito ao impacto da monetização da economia nos séculos posteriores, alguns tendem a ver aí, anacronisticamente, categorias protocapitalistas, como se comércio fosse capitalismo. Para Bernardo, ao contrário, todos estes fenômenos, até e inclusive o comércio e finanças internacionais (nos séculos XIII e XIV) devem ser vistos como o desdobramentos ativos das relações de classe do regime senhorial, mediados a cada passo do caminho pela luta ativa entre as classes.

### Teoria dual do Estado: Estado Amplo e Estado Restrito
No campo da teoria administrativa, Maria Ester de Freitas, professora da Fundação Getúlio Vargas, afirma que a obra de João Bernardo "propôs uma nova conceituação de Estado (amplo e restrito) e definiu os gestores como uma nova classe social".
Para João Bernardo, "o nível do político é o Estado, entendido como aparelho de poder das classes dominantes", mas "sob o ponto de vista dos trabalhadores, esse aparelho inclui as empresas":

No interior de cada empresa, os capitalistas são legisladores, superintendem as decisões tomadas, são juízes das infrações cometidas, em suma, constituem um quarto poder, inteiramente concentrado e absoluto, que os teóricos dos três poderes clássicos no sistema constitucional têm sistematicamente esquecido, ou talvez preferido omitir. [...] Governante, legislador, polícia, juiz e carrasco -- é esta a multiplicidade de funções do capitalista no interior da empresa. A este aparelho, tão lato quanto o são as classes dominantes, chamo Estado Amplo. O Estado A é constituído pelos mecanismos de produção da mais-valia, ou seja, por aqueles processos que asseguram aos capitalistas a reprodução da exploração. [...] Apenas sob o estrito ponto de vista das relações entre capitalistas, o Estado pôde se reduzir ao sistema de poderes classicamente definido, a que chamo aqui Estado Restrito. [...] O Estado globalmente considerado, a integralidade da superestrutura política, resulta da articulação entre o Estado A e o Estado R.

Apesar da aparente semelhança com a teoria dual do Estado elaborada por Antonio Gramsci, trata-se de uma teoria bastante distinta: para Gramsci, o estado ampliado, ou sociedade civil, "é formado por um conjunto de instituições que surgiram com o advento do capitalismo enquanto modo de produção dominante e justificam tal dominação. E, apesar de nem todas estas instituições serem produtos das classes dominantes, por elas estarem na sociedade civil disputando a hegemonia, por serem centros de poder, podem ser considerados parte deste Estado Ampliado". Na medida em que a preocupação de João Bernardo localiza-se nas relações de produção, e não nas instituições capazes de disputar hegemonia, a diferença está em que na sua teoria dual do Estado as instituições criadas pelos trabalhadores em luta encontram-se fora do Estado, e contra ele.
A teoria dual do Estado de João Bernardo foi empregue, com variadas interpretações e graus de concordância, por teóricos da burocracia como Fernando C. Prestes Motta, Luiz Carlos Bresser-Pereira e Maurício Tragtenberg, atuando assim como uma das influências sobre a escola crítica da administração.

### As três classes fundamentais do capitalismo: trabalhadores, burgueses e gestores
Diferentemente da generalidade dos marxistas, João Bernardo considera que o modo de produção capitalista é formado pelo conflito entre três classes sociais, e não apenas duas: à burguesia e aos trabalhadores João Bernardo adiciona a classe dos gestores, e classifica gestores e burguesia como classes capitalistas em contraposição aos trabalhadores.
Para João Bernardo, estas duas classes capitalistas diferenciam-se pelos seguintes critérios:
1. Quanto às funções desempenhadas no processo produtivo. Burgueses e gestores podem compartilhar espaços nas unidades particularizadas de produção e na produção das condições gerais de produção, assim como no Estado Amplo e no Estado Restrito, mas é sua função nestes lugares que as diferencia enquanto classe: os burgueses organizam processos econômicos particularizados e fazem-no reproduzindo esta particularização, e por sua vez os gestores organizam processos decorrentes do funcionamento econômico global e da relação de cada unidade econômica com tal funcionamento.[44]
2. Quanto às superestruturas jurídicas e ideológicas. Os burgueses se apropriam do capital através da propriedade privada dos meios de produção, enquanto os gestores se apropriam do capital através de sua relação com a integração econômica; estes últimos, embora possam receber salários, têm sua remuneração complementada através de suplementos, seguros e pensões e regalias em gêneros, e nos lugares onde a burguesia mantém ainda ativa presença empresarial a remuneração complementar assume também a forma de ações da empresa, empréstimos concedidos pela empresa a juros baixíssimos, prêmios em caso de demissão etc. A estas superestruturas jurídicas correspondem também concepções ideológicas, ou seja, diferentes projetos de organização da totalidade social. Os burgueses, seguindo a atomística de sua posição na produção, concebem o funcionamento da sociedade em termos de livre-mercado e pugnam pela sua expansão; esta transferência para o mundo das ideias da forma jurídica de sua apropriação do capital, entretanto, não corresponde a qualquer mecanismo de funcionamento da economia. Os gestores, por sua vez, concebem a sociedade em termos de planificação, entendendo-a enquanto fenômeno inovador, inaugurado no momento em que alcançaram a hegemonia social, econômica e política, e apto a suplantar as formas tradicionais de concorrência e o mercado.[45]
3. Quanto às diferentes origens históricas. Para João Bernardo o capitalismo surgiu do desenvolvimento e desintegração do regime senhorial, e as classes sociais que o compõem encontram sua origem histórica no funcionamento da economia deste regime. Enquanto a burguesia teria surgido do chamado putting-out system e da fragmentação própria deste sistema pré-manufatureiro de trabalho doméstico terceirizado, para o autor os gestores formaram-se enquanto classe a partir de instituições onde os poderes se concentravam, como a burocracia de corte, a burocracia dos grandes soberanos e príncipes e a burocracia das cidades, devendo esta última, segundo João Bernardo, ser considerada como uma senhoria coletiva frente ao campesinato; estas burocracias criaram as condições gerais que permitiram ao putting-out system e a outras formas embrionariamente empresariais converter-se em empresas capitalistas propriamente ditas.[46]
4. Quanto aos diferentes desenvolvimentos históricos. Embora compartilhem origens históricas muito próximas, burgueses e gestores desenvolveram-se enquanto classes sociais mediante processos históricos distintos. Nas fases iniciais do capitalismo, a classe dos gestores encontrava-se fragmentada em vários campos e, no interior de cada um, em instituições e unidades econômicas distintas, sem que seus integrantes relacionassem-se reciprocamente. João Bernardo afirma que com a evolução das crises econômicas e com as necessidades de novos investimentos, foram atingidos níveis de concentração de capital que ultrapassaram as capacidades de qualquer capital individual ou familiar de investir produtivamente, e em poucas décadas mesmo a capacidade de investimento derivada da associação alguns poucos burgueses (via sociedades limitadas) também foi ultrapassada. Os incrementos na produtividade só puderam continuar, para o autor, na medida em que se tornou possível mobilizar a generalidade indiscriminada dos capitais por meio de sistemas financeiros (conceito que, para o autor, engloba tanto as operações de crédito quanto as sociedades por ações). As barreiras institucionais entre os pequenos investidores particulares e a aplicação efetiva dos capitais investidos, na forma de diretorias de empresa, burocracias bancárias e securitárias e outras, multiplicaram-se e complexificaram-se à medida em que evoluíam as formas de crédito, seguro e sociedades acionárias. E é a partir de sua posição em tais lugares que, por exemplo, direções de bancos aplicam recursos sem consultar os correntistas, seguradoras compram e vendem ações sem consultar os componentes de seus fundos de seguro, diretorias de empresas tomam decisões sem consultar a globalidade dos acionistas etc. A concentração econômica, ao centralizar capitais anteriormente dispersos e ao instituir barreiras entre seus titulares e sua aplicação efetiva, tornou-se ao mesmo tempo sinônimo da dispersão da propriedade privada do capital e de progressiva hegemonia daqueles que detém o controle das instituições controladoras destes capitais centralizados – os gestores. Na medida em que a concentração econômica facilita igualmente a integração recíproca de unidades de produção particularizadas, o poder dos gestores resulta ainda maior. Na medida em que as instituições surgidas no processo de concentração econômica compõem o Estado Amplo, é neste lugar que começa a hegemonia dos gestores; é daí que se lançam ao que possa haver restado de significativo das instituições integrantes do Estado Restrito. E todo este processo enfraquece o poder da burguesia, que perde paulatinamente sua hegemonia à medida em que avança a concentração de capitais e a influência dos gestores sobre o Estado Restrito; sua tendência, enquanto classe, é a de transformar-se numa classe de rentistas.[47]

## Crítica

### História
No campo da historiografia da Primeira República brasileira e da era Vargas, o historiador José Evaldo de Mello Doin aponta a necessidade de "rediscutir uma série de problemas implicados na construção teórica de João Bernardo caso pretendamos aplicá-la ao estudo do período republicano brasileiro até o final da 'Era Vargas'", pois "os conceitos do brilhante teórico português não se aplicam imediatamente a um rico processo histórico que não se deixa domar por modelos de interpretação não aclimatados". Diz, especialmente, que "o aparato conceitual bernardiano não se aplica em sua totalidade pelo menos com referência ao período que estamos enfocando (1891-1945), em virtude do desenvolvimento capitalista retardatário e  dependente, que, por não estar fortemente suportado por uma considerável indústria pesada de bens de capital que garantisse uma reprodução endógena das forças reprodutivas, não criou 'condições gerais da produção' que possibilitassem o advento do Estado Amplo". Mais recentemente, outros historiadores têm demonstrado a possibilidade de emprego deste aparato conceitual à época através de seus próprios estudos, embora ainda seja possível afirmar que este é "um debate em aberto".
Numa resenha ao livro Labirintos do Fascismo: na Encruzilhada da Ordem e da Revolta, o escritor Loren Goldner apontou que o livro, "por mais interessante, ao fim e ao cabo desaponta", porque ele é "cheio de material e conexões brilhantes e originais, mas que após reflexão parecem faíscas que jamais chegarão a ser um relâmpago"; para ele,

"o coração deste livro é a asserção da existência de uma trilha na tradição do movimento operário que vem da hostilidade de Marx e Engels aos eslavos para uma mudança ostensiva (e a meu ver inadequadamente demonstrada) da luta de classes para a luta entre nações; daí para a tese da "nação proletária" formulada primeiramente na Itália antes da Primeira Guerra Mundial; daí à quase imediata perda da dimensão internacionalista da Revolução Russa ao fenômeno do nacional-bolchevismo (que tem recebido, de fato, pouca atenção); daí às notáveis similaridades entre o capitalismo de Estado soviético e o nazismo alemão (e possivelmente também com o coletivismo burocrático) nos anos 1930; daí até a Nova Ordem genocida de Hitler no Leste Europeu depois de 1939. Bernardo certamente está correto ao demarcar estas sobreposições entre o movimento operário e o fascismo, algo pouco usual. Mas, ainda outra vez, as conexões são, em momentos decisivos da apresentação, malfeitas, e duvido que seu grande núcleo de verdade seja comunicado a muitos leitores, seja em português, seja numa eventual tradução".

### Sociologia
Numa resenha do livro Economia dos Conflitos Sociais, o sociólogo Leo Vinícius Liberato, embora diga que "os capítulos se articulam numa lógica e coerência interna raras de encontrar, formando um modelo para compreender vários aspetos da sociedade capitalista, e possibilidades de mudança" e que se trata de um "modelo muito próprio e original", considera que a principal limitação do livro "é que o modelo perde muita força de uma perspetiva que não seja de uma classe trabalhadora num sentido mais clássico, com relações de trabalho mais 'fordistas'”

### Economia
Para Maurício Tragtenberg, "João Bernardo mostra claramente que o modelo da mais-valia emerge da luta de classes como modelo aberto que se baseia na força de trabalho capaz de ação e na luta de classes como forma estrutural desta ação contraditória. Contrariamente a isso, as teorias econômicas legitimadoras do capitalismo apelam para o conceito de 'equilíbrio econômico'". Não obstante, tem sido criticado, no debate sobre a teoria do valor no campo da economia marxista, por insistir na "centralidade-hegemonia da produção transformando a esfera da circulação em mera coadjuvante de um processo definido, quase que inteiramente, no processo de produção".

### Do autor
- Bernardo, João (1975). Para uma Teoria do Modo de Produção Comunista. Porto: Afrontamento
- Bernardo, João (1977). Marx Crítico de Marx. Porto: Afrontamento (3 vols.)
- Bernardo, João (1977). Luta de Classes na China. Lisboa: [s.n.]
- Bernardo, João (1979). O Inimigo Oculto. Ensaio Sobre a Luta de Classes/Manifesto Anti-Ecológico. Porto: Afrontamento
- Bernardo, João (1987). Capital, Sindicatos, Gestores. São Paulo: Vértice
- Bernardo, João (1990). Crise da Economia Soviética. Coimbra: Fora do Texto (2ª ed. Aparecida de Goiânia: Escultura, 2017)
- Bernardo, João (1991). Economia dos Conflitos Sociais 1ª ed. São Paulo/Porto: Cortez/Afrontamento (2ª ed. São Paulo: Expressão Popular, 2009; 3ª ed. Lisboa: Edição do Autor, 2015)
- Bernardo, João (1991). Dialéctica da Prática e da Ideologia. São Paulo/Porto: Cortez/Afrontamento
- Bernardo, João. Poder e Dinheiro: do Poder Pessoal ao Estado Impessoal no Regime Senhorial, Séculos V-XV. Porto: Afrontamento (3 vols.: 1995, 1997, 2002)
- Bernardo, João (1998). Estado: a Silenciosa Multiplicação do Poder. São Paulo: Cortez
- Bernardo, João (2000). Transnacionalização do Capital e Fragmentação dos Trabalhadores: Ainda Há Lugar Para os Sindicatos?. São Paulo: Boitempo
- Bernardo, João (2003). Labirintos do Fascismo: Na Encruzilhada da Ordem e da Revolta. Porto: Afrontamento (2ª ed. Lisboa: Edição do Autor, 2015)
- Bernardo, João (2004). Democracia Totalitária: Teoria e Prática da Empresa Soberana. São Paulo: Cortez
- Bernardo, João; Pereira, Luciano (2008). Capitalismo Sindical. São Paulo: Xamã (São Paulo: Xamã, 2008)
- Bernardo, João (2013). A Sociedade Burguesa de Um e Outro Lado do Espelho / Os Sentidos das Palavras. Lisboa: Edição do autor (2ª ed. Belo Horizonte: Editora da UEMG, 2017)
- Bernardo, João (2019). Era um Mundo - Libertar-se do mundo morto. Paris: Vosstanie Editions (PDF)
- Bernardo, João (2022). Ainda Não Sabiam Que Eram Fascistas. Amadora: Libertária
- Bernardo, João (2022). Labirintos do Fascismo (6 volumes) (Edição revista e ampliada) ed. São Paulo: Hedra

### Sobre o autor e sua obra
- Abadia, Danúbia Mendes (2010). O jornal COMBATE e as lutas sociais autonomistas em Portugal durante a Revolução dos Cravos (1974-1978) (PDF) (Tese de Mestrado). Goiânia: Universidade Federal de Goiás (UFG). 165 páginas
- Araújo, Rodrigo Oliveira de (1 de janeiro de 2011). «Ensaio sobre a historiografia da formação do capitalismo brasileiro sob a perspectiva teórico-metodologica de João Bernardo.». Revista de Teoria da História. 6 (2): 178–202. ISSN 2175-5892. doi:10.5216/rth.v6i2.28983
- Assunção, Marcello Felisberto Morais de (2013). «A utopia-nacional corporativista em "Populações Meridionais do Brasil"». Revista de Teoria da História. 10 (2): 94–113. ISSN 2175-5892. doi:10.5216/rth.v10i2.28282
- Bresser-Pereira, Luiz Carlos (1981). A Sociedade Estatal e a Tecnoburocracia. São Paulo: Brasiliense
- Bruno, Lúcia Emília Nuevo Barreto (1983). O COMBATE pela autonomia operária (Tese de Mestrado). São Paulo: Pontifícia Universidade Católica de São Paulo (PUC-SP). 223 páginas
- Bruno, Lúcia (1996). «Uma discussão acerca do roteiro teórico de João Bernardo» (PDF). São Paulo: Associação Nacional de História (ANPUH). História & Utopias. Textos apresentados no XVII Simpósio Nacional de História: 112-118
- Caribé, Daniel Andrade (2006). Das fábricas ao Estado, do Estado às fábricas (PDF). A formação dos gestores enquanto classe (Tese de Mestrado em Administração). Salvador: Escola de Administração da Universidade Federal da Bahia (UFBA). 158 páginas. Consultado em 28 de abril de 2016
- Codinha, Miguel Gonçalo Cardina (2010). Margem de certa maneira (PDF). O maoísmo em Portugal (1964-1974) (Tese de Doutorado). Coimbra: Faculdade de Letras da Universidade de Coimbra. 389 páginas
- Doin, José Evaldo de Mello (1996). «Estado amplo e economia dos conflitos sociais: uma discussão acerca do roteiro teórico de João Bernardo» (PDF). São Paulo: Associação Nacional de História (ANPUH). História & Utopias. Textos apresentados no XVII Simpósio Nacional de História: 95-111
- Faria, José Henrique de (out.–dez. 2008). «Teoria crítica nos estudos das organizações». São Paulo: Fundação Getúlio Vargas. Revista de Administração de Empresas. 48 (4). 118 páginas. ISSN 0034-7590. doi:10.1590/S0034-75902008000400013
- Freitas, Maria Ester de (maio–jun. 2014). «Tributo a Fernando C. Prestes Motta: um acadêmico e sua obra docente» (PDF). São Paulo: Fundação Getúlio Vargas. Revista de Administração de Empresas. 54 (3): 332-340. ISSN 0034-7590. doi:10.1590/S0034-759020140201
- Goldner, Loren (15 de agosto de 2004). «João Bernardo's Poder e Dinheiro. Do Poder Pessoal ao Estado Impessoal no Regime Senhorial, Séculos V–XV.». Historical Materialism. 12 (3): 333–343. ISSN 1569-206X. doi:10.1163/1569206042601846
- Le Goff, Jacques (2014). A Idade Média e o dinheiro: ensaio de antropologia histórica. Rio de Janeiro: Civilização Brasileira. ISBN 978-85-200-1171-3
- Motta, Fernando C. Prestes (out.–dez. 1988). «As formas organizacionais do Estado» (PDF). São Paulo: Fundação Getúlio Vargas. Revista de Administração de Empresas: 15-31. ISSN 0034-7590
- Motta, Fernando C. Prestes (jan.–mar. 1986). «O autonomismo e a questão da organização». São Paulo: Fundação Getúlio Vargas. Revista de Administração de Empresas. 26 (1). 118 páginas. ISSN 0034-7590. doi:10.1590/S0034-75901986000100005
- Paula, João Antônio de (out.–dez. 2000). «A dialética valores e preços» (PDF). Revista de Economia Política. 20 (4): 116-136. ISSN 1809-4538
- Pinto, João Alberto da Costa (ago. 2006). «As origens políticas do marxismo de João Bernardo (Portugal/França: 1965–1974)». Departamento de Ciências Sociais da Universidade Estadual de Maringá (PR). Espaço Acadêmico. 6 (63). ISSN 1519-6186. Consultado em 19 de janeiro de 2018. Arquivado do original em 8 de junho de 2015
- Pinto, João Alberto da Costa (16 de agosto de 2013). «O Estado e o poder de classe dos gestores». Revista História & Perspectivas. 26 (48). ISSN 2176-4352
- Pinto, João Alberto da Costa (2009). «O percurso político do marxismo de João Bernardo» (PDF). Atas do 6°Colóquio Internacional Marx e Engels, CEMARX – UNICAMP
- Pinto, João Alberto da Costa (nov. 2005). «Os Gestores como classe dominante: notas de uma pesquisa sobre o marxismo de João Bernardo». Departamento de Ciências Sociais da Universidade Estadual de Maringá (PR). Espaço Acadêmico (54). ISSN 1519-6186. Consultado em 19 de janeiro de 2018. Arquivado do original em 4 de março de 2016
- Pinto, Tales dos Santos (2013). "O que era preciso era estar tudo organizado. Mas não deixam os trabalhadores trabalhar à vontade" (PDF). A luta pela gestão operária na Revolução Portuguesa através do jornal Combate (1974-1976) (Tese de Mestrado). Goiânia: Universidade Federal de Goiás (UFG). 202 páginas""
- Oliveira, Taiguara Belo de (2008). A teoria dos gestores e o marxismo das relações sociais em João Bernardo (PDF) (Tese de Mestrado). Florianópolis: Universidade Federal de Santa Catarina (UFSC). 235 páginas
- Tragtenberg, Maurício (2011). Autonomia operária. Col: Maurício Tragtenberg. São Paulo: EdUNESP. 435 páginas. ISBN 978-85-393-0172-0
- Tragtenberg, Maurício (2009). A falência da política. Col: Maurício Tragtenberg. São Paulo: EdUNESP. 484 páginas. ISBN 978-85-7139-959-4
- Tragtenberg, Maurício (jul.–set. 1987). «Bernado, João. Capital, gestores, sindicato. São Paulo, Vértice, 1987 (resenha)». São Paulo: Fundação Getúlio Vargas. Revista de Administração de Empresas. 27 (3). 69 páginas. ISSN 0034-7590. doi:10.1590/S0034-75901987000300011

### Em português
- «Extrema Esquerda». : Um especial da RTP sobre as organizações de extrema-esquerda em Portugal sob o regime salazarista e nos primeiros anos após a revolução portuguesa.
- A Luta Autônoma e os Ciclos Longos de Mais-Valia Relativa segundo João Bernardo, por Lucas Maia dos Santos. Sementeira.net
- Capitalismo e a Teoria dos Gestores, por Edmilson Marques.
- Helder, Raimundo (2013). «Operárias no caminho da emancipação social, contra a exploração e contra o Estado: o caso da Comissão de Trabalhadores da conserveira Júdice Fialho». Atas do VI Seminário Luso-Brasileiro Educação, Trabalho e Movimentos Sociais. das políticas às lógicas de ação. [S.l.]: Instituto de Educação da Universidade de Lisboa. p. 724-734. ISBN 978-989-98314-4-5. Consultado em 19 de janeiro de 2018. Arquivado do original (PDF) em 20 de janeiro de 2018
- TODOS os editoriais do jornal COMBATE (1974-1978) - Prefácio do fundadores do jornal, Manifesto inaugural, Apresentação : Colectivo do COMBATE e 47 editoriais do Jornal. Vosstanie Editions 2020.
- Todos os números do jornal COMBATE [ 1974-1978 ] - Reprodução (REPRINT) completa de todos os números (51) num livro de capa dura. Vosstanie Éditions Agosto 2020, 21X29,7 - 560 págs.

### Em francês
- http://mondialisme.org/spip.php?rubrique168&debut_articles=20#pagination_articles  Traductions d'une trentaine d'articles

- «L'expérience du Journal Combate». vosstanie.blogspot.fr: Avec João Bernardo. In Radio Vosstanie Emission la Lutte des classes au Portugal. (2014)
- «Labyrinthes du fascisme». vosstanie.blogspot.com:  A propos du livre «Labirintos do Fascismo». arqoperaria.blogspot.fr avec João Bernardo. In Radio Vosstanie Emission du 26 septembre 2015.
- 3 Entretiens avec João Bernardo. Autour de son livre  Économie des conflits sociaux (Economia dos conflitos sociais)  in Radio Vosstanie. Emission du 25 avril 2018